# Nils Lillieroot
Nils Lillieroot, ursprungligen Eosander, född 25 april 1635 i Åsbo i Östergötland, död 19 april 1705 i Jakobs församling i Stockholm, var en svensk greve, diplomat och statsman. Han var son till fältpredikanten vid Östgöta kavalleri, sedermera prosten i Vifolka Johannes Nicolai (Hans Nilsson) Eosander (1600–61) och bror till Samuel Göthe, Maria Eosander (1636–1682), Christina Eosander (1639–1705), Magdalena Eosander (1641–1711), Elisabeth Eosander samt Margareta Eosander (1643–1683).

## Biografi
Om hans tidigare öden känner man litet eller inget. Det torde likväl vara säkert att han fick god uppfostran och hade tillfälle att öka sin erfarenhet genom resor till utlandet (1662 inskrevs han som student i Leiden). Den 22 november 1667 utnämndes han till "kommissionsråd till Barbariet" på den anförda grunden att han "meriterat sig i studier och språk såväl hemma som i främmande länder". Han beordrades att åtfölja den till Barbareskstaterna avsände sefarden Henrique (f. Isaac) Cohen de Azevedo (1614–1710) och ålades att under färden noga ta reda på "commerciens lopp och beskaffenhet".
År 1669 utnämndes Nils Eosander till kommissionssekreterare vid svenska beskickningen i Frankrike och fyllde under några år sin plats till sådan belåtenhet att han den 7 september 1674 upphöjdes i adligt stånd, varvid han antog namnet Lillieroot. I mars 1675 blev han rappellerad, men sändes på nytt till Paris på våren 1676 och återkom på hösten samma år till hemlandet. Den 20 november 1677 utnämndes Lillieroot till hovråd. Dagen förut befullmäktigades han att som svensk envoyé avgå till det franska hovet, där han sedermera representerade Sverige under tolv år, eller till våren 1689.
Under denna tid var han två gånger på besök i hemlandet, den ena gången 1680, den andra 1686. Vid båda dessa tillfällen avgav han till sin regering vidlyftiga ämbetsberättelser, vilka hör till denna tids viktigaste och intressantaste politiska aktstycken. Den 9 oktober 1691 utnämndes Lillieroot till svenskt sändebud hos Generalstaterna efter greve Gabriel Turesson Oxenstierna, blev den 15 januari 1697 ambassadör vid fredskongressen i Rijswijk efter Pfalziska tronföljdskriget och upphöjdes samma dag i friherrligt stånd. Tillsammans med Carl Bonde ledde han fredsförhandlingarna i Rijswijk och medlade mellan de stridande makterna.
Efter fredens avslutande (1699) stannade han kvar som envoyé i Haag, där han under de första åren av Karl XII:s regering ledde de viktiga underhandlingarna med de båda sjömakterna. Sommaren 1703 lämnade Lillieroot Haag och återvände till Sverige. Sedan han återvänt hem, slöt han samma år ett förbund mellan Sverige, England och Holland och ett fördrag mellan Sverige och Preussen, samt året därefter ett förbund mellan Sverige, Hannover och Lüneburg, alla viktiga, även om Sverige inte kunde dra någon större nytta av dem.
Samma år blev han kungligt råd och upphöjdes i grevligt stånd, men hann inte som greve bli introducerad på svenska riddarhuset. Lillieroot räknas med allt skäl till det karolinska tidevarvets kunskapsrikaste och skickligaste diplomater. Han användes därför på de ansvarsfullaste poster och var högt uppburen av den svenska utrikespolitikens egentliga ledare under denna tid, greve Bengt Oxenstierna, vars politiska åskådningssätt han också i det hela delade.